# Tomokazu Myōjin
Tomokazu Myōjin (jap. 明神 智和, Myōjin Tomokazu; * 24. Januar 1978 in Kobe) ist ein ehemaliger japanischer Fußballspieler.

## Karriere

### Verein
Tomokazu Myōjin erlernte das Fußballspielen in der Jugendmannschaft von Kashiwa Reysol. Hier unterschrieb er 1996 auch seinen ersten Profivertrag. 1999 gewann er mit dem Klub den J. League Cup. 2006 wechselte er zum Erstligisten Gamba Osaka nach Suita. 2012 stieg er mit dem Verein in die zweite Liga ab. Ein Jahr später wurde er Zweitligameister und stieg direkt wieder in die erste Liga auf. 2014 wurde er überraschend mit dem Klub japanischer Fußballmeister. Den Kaiserpokal gewann er 2008, 2009 und 2014. Die Finalspiele im J. League Cup gewann er 2007 und 2014. Japanischer Supercupsieger wurde er 2015. 2016 unterschrieb er einen Einjahresvertrag beim Ligakonkurrenten Nagoya Grampus. Die letzten drei Jahre seiner Karriere spielte er beim Drittligisten AC Nagano Parceiro in Nagano. Anfang 2020 beendete er seine erfolgreiche Karriere als Fußballspieler.

### Nationalmannschaft
2000 debütierte Myōjin für die japanische Fußballnationalmannschaft. Mit der japanischen Nationalmannschaft qualifizierte er sich erfolgreich für die Fußball-WM 2002. Myōjin bestritt 26 Länderspiele und erzielte dabei drei Tore.

## Erfolge

### Verein
Gamba Osaka
- Japanischer Meister 2014
- J2 League: 2013
- Kaiserpokal: 2008, 2009, 2014
- J. League Cup: 2007, 2014
- Supercup: 2015

Kashiwa Reysol
- J. League Cup: 1999

### Nationalmannschaft
- Asienmeisterschaft; 2000

## Persönliche Auszeichnungen
- J. League Best Eleven: 2000